# Бизис
Бизис (также Битис и Бифис; др.-греч. Βίθυς; II век до н. э.) — сын одрисского царя Котиса IV, возможно, правивший в 166 году до н. э.
О сыне фракийского царя Котиса IV Бизисе известно из сообщений Тита Ливия, Полибия, Зонары.
Во время Третьей Македонской войны одрисы, как и многие другие фракийцы, оказывали военную помощь македонскому царю Персею в его борьбе с Римской республикой. По мнению Н. Ф. Мурыгиной, возможно, фракийцы рассчитывали, что своей поддержкой смогут помочь сохранить существование независимой Македонии, которая помешает и проникновению Рима во Фракию. После первых успехов Персей был вынужден отпустить Котиса для обороны собственной страны, на которую напали другие фракийские племена, поддерживаемые союзником Рима пергамским царем Эвменом II. Бизис остался при македонском царе.
Во время войны Бизис попал в плен к римлянам. После поражения Персея одрисы перешли на сторону своего недавнего противника. Как отметила Мурыгина, Котис первым из фракийских правителей направил дипломатическую миссию в Рим — с оправданием своих действий и с просьбой об освобождении за выкуп сына и других пленников. Послы оправдывались, что их царь служил македонянам не по собственном воле и был вынужден передать заложников. Сенаторы же отметили, что Котис имел все основания не опасаться Персея, но римляне не станут мстить, поэтому передадут Котису сына и других заложников без всякой платы. По мнению Мурыгиной, Рим был заинтересован в союзе с фракийцами, чтобы исключить их поддержку Македонии.
Точно неизвестно, унаследовал ли Бизис престол после смерти Котиса IV в 166 году до н. э. Вероятно, он правил очень недолго, после чего царём одрисов стал Терес III.